# Leicester City Football Club 2012-2013
Questa pagina raccoglie i dati riguardanti il Leicester City Football Club nelle competizioni ufficiali della stagione 2012-2013.

## Stagione
Il tecnico Nigel Pearson condusse i Foxes fino al sesto posto finale nel campionato 2012-13 conquistando l'accesso ai playoff. In semifinale però il Leicester dovette arrendersi e rinunciare alla promozione in Premier League perché fu eliminato dal Watford.

## Maglie e sponsor
Il 28 aprile 2012 viene annunciato sul sito ufficiale del club che il nuovo completo sportivo per la stagione 2012-2013 sarà prodotto dall'azienda multinazionale tedesca Puma. La prima maglia è la classica blu con calzoncini bianchi e calzettoni blu mentre la seconda è completamente nera bordata di oro.

## Organigramma societario
Area direttiva
- Presidente: Vichai Raksriaksorn

Area tecnica
- Direttore sportivo:
- Allenatore: Nigel Pearson
- Allenatore in seconda: Craig Shakespeare
- Collaboratore tecnico: Steve Walsh
- Preparatore/i atletico/i:
- Preparatore dei portieri: Mike Stowell
- Psicologo: David Rennie

## Rosa
Rosa, numerazione e ruoli, tratti dal sito ufficiale, sono aggiornati al 3 novembre 2012.
| N. |                        | Ruolo | Calciatore            |
| -- | ---------------------- | ----- | --------------------- |
| 1  | Danimarca (bandiera)   | P     | Kasper Schmeichel     |
| 2  | Belgio (bandiera)      | D     | Ritchie De Laet       |
| 3  | Inghilterra (bandiera) | D     | Paul Konchesky        |
| 4  | Inghilterra (bandiera) | C     | Daniel Drinkwater     |
| 5  | Inghilterra (bandiera) | D     | Wes Morgan (capitano) |
| 6  | Stati Uniti (bandiera) | D     | Zak Whitbread         |
| 7  | Inghilterra (bandiera) | C     | Ben Marshall          |
| 8  | Inghilterra (bandiera) | C     | Neil Danns            |
| 9  | Inghilterra (bandiera) | A     | Jamie Vardy           |
| 10 | Galles (bandiera)      | C     | Andy King             |
| 11 | Inghilterra (bandiera) | C     | Lloyd Dyer            |
| 12 | Irlanda (bandiera)     | D     | Sean St Ledger        |

| N. |                          | Ruolo | Calciatore        |
| -- | ------------------------ | ----- | ----------------- |
| 13 | Irlanda (bandiera)       | P     | Conrad Logan      |
| 14 | Inghilterra (bandiera)   | A     | Martyn Waghorn    |
| 16 | Inghilterra (bandiera)   | C     | Matty James       |
| 17 | Scozia (bandiera)        | C     | Paul Gallagher    |
| 18 | Ghana (bandiera)         | A     | Jeff Schlupp      |
| 20 | Giamaica (bandiera)      | A     | Jermaine Beckford |
| 22 | Inghilterra (bandiera)   | D     | Liam Moore        |
| 24 | Francia (bandiera)       | C     | Anthony Knockaert |
| 29 | Ungheria (bandiera)      | A     | Márkó Futács      |
| 35 | Inghilterra (bandiera)   | A     | David Nugent      |
| 39 | Nuova Zelanda (bandiera) | A     | Chris Wood        |

## Giovanili

### Organigramma
Area giovanile
- All. squadra giovanile: Jon Rudkin
- Allenatore under 18: Steve Beaglehole
- Allenatore under 16: Trevor Peake